# Шевчук Світлана Володимирівна (філологиня)
Світлана Володимирівна Шевчук (12 липня 1954, с. Красний Колядин, Талалаївський район, Чернігівська область) —  українська філологиня, педагогиня та науковиця. Завідувачка кафедри культури української мови, кандидатка філологічних наук, професорка, академік. Авторка низки навчальних посібників із вивчення ділової української мови та наукових праць із мовознавства та педагогіки.

## Освіта і діяльність
1975 року закінчила філологічний факультет Київського державного педагогічного інституту ім. М. Горького (нині — Національний педагогічний університет імені М. П. Драгоманова).
Із 1979 року працює у Національному педагогічному університеті імені М. П. Драгоманова, викладає на кафедрі культури української мови дисципліни: «Практикум з української мови», «Ділова українська мова», «Українська мова за професійним спрямуванням».
Завідувач кафедри культури української мови Національного педагогічного університету імені М. П. Драгоманова, кандидат філологічних наук (1990), професорка (2002), член-кореспондент Київської академії наук (2002), академік, академік-секретар відділення філології та мистецтвознавства Національної академії наук вищої освіти України (2007).
Протягом 13 років організовує Всеукраїнську науково-практичну конференцію молодих учених і студентів «Українська мова вчора, сьогодні, завтра в Україні і світі», за результатами якої видають збірник матеріалів.
Світлана Шевчук виступила з низкою лекцій, присвячених актуальним проблемам мовознавства, у різних органах державної влади та установах, а саме Адміністрації Президента України, Міністерстві освіти і науки, Кабінеті Міністрів, Держкомстаті, Інституті ядерної фізики. Бере участь у програмах на радіо й телебаченні. У виданні «Іменем закону» та часописі «Секретар-референт» веде рубрику «Вивчаємо українську мову».

## Відзнаки та нагороди
Відмінник освіти України (1995), заслужений працівник освіти України (2004), медаль «Будівничий України» від Всеукраїнського товариства «Просвіта» ім. Тараса Шевченка (2006), нагрудний знак Міністерства освіти і науки України «За наукові досягнення» (2008), почесна грамота «За вагомий особистий внесок у розвиток української мови і культури» від київського міського голови (2007), орден княгині Ольги III ступеня (2009), медаль «За наукові досягнення» (2009), медаль «Флагман освіти і науки України» за вагомий внесок у розвиток освіти і науки України (2013), орден святої рівноапостольної княгині Ольги помісної Української православної церкви (2014), золота медаль «Михайло Петрович Драгоманов 1841—1895 рр.» (2015), орден княгині Ольги II ступеня (2015), медаль святого рівноапостольного князя Володимира (2019), лауреат Премії ім. Івана Крип'якевича (2019) Національної академії наук вищої освіти України. Викладач року (2015) Національного педагогічного університету ім. М. П. Драгоманова.

## Публікації
Праці Шевчук висвітлюють питання синтаксису української мови та українського ділового мовлення. Автор низки перших в Україні підручників із ділової української мови, що мають популярність серед студентства, педагогічних працівників та державних службовців.
За авторства Світлани Шевчук вийшли:
- Українське ділове мовлення: підручник. — К. : Літера ЛТД, 2003—2019, 480 с. (за підручник авторку нагороджено дипломом університету);
- Ділове мовлення. Модульний курс: підручник. — К. : Арій, 2007. — 448 с.;
- Українська мова за професійним спрямуванням: підручник. — К. : Алерта, 2010, 2012, 2019. — 640 с.;
- Українська мова (рівень стандарту): підручник для 10 кл. Київ — Ірпінь: ВТФ «Перун», 2018. — 256 с.

За редакцією та у співавторсті вийшли друком такі видання:
- Російсько-український і українсько-російський словник: Відмінна лексика. — К. : Вища школа, (1992, 1997). — 285 с.;
- Сучасні ділові папери: навч. посіб. для вищ. та серед. спец. навч. закл. / С. В. Глущик, О. В. Дияк, С. В. Шевчук. — К. : АСК, 1999—2008, 2013. — 400 с.;
- Службове листування: довідник. — К. : Літера, 1999. — 108 с.;
- Сучасна українська літературна мова. Модульний курс: навч. посіб. / Н. Г. Шкуратяна, С. В. Шевчук. — К. : Вища школа, 2000, 2007. — 823 с. (Підручник посів 1-ше місце на конкурсі «Книжковий дивосвіт України» у номінації «Краще навчально-методичне видання»);
- Російсько-український словник ділового мовлення. — К. : Вища школа, 2001, 2002, 2008, 2009. — 487 с.;
- Практикум з українського ділового мовлення: навч. посіб. / С. В. Шевчук, О. О. Кабиш. — К. : Арій, 2002—2007. — 144 с.;
- Ділова українська мова: тестові завдання: навч. посіб. для студ. вищ. навч. закладів / С. В. Шевчук, О. Л. Доценко, В. Г. Дейнега та ін. / за ред. С. В. Шевчук. — К. : АСК, 2002. — 216 с.;
- Контрольні роботи з ділової української мови: навч. посіб. для студ. вищ. навч. закладів. — К. : АСК, 2002. — 112 с.;
- Українська мова: збірник диктантів: навч. посіб. для учнів 10–11 кл. — 2-ге вид., допов. — К. : Арій, 2002, 2007, 2017—232 с.;
- Разом, окремо, через дефіс: словник-довідник — К. : АСК, 2003, 2007. — 360 с.;
- Українська мова на щодень, на щомить (для державних службовців): навч. посіб. — К. : Атіка, 2004. — 392 с.;
- Ділове мовлення для державних службовців: навч. посіб. — К. : Арій, 2006, 2007, 2008, 2012. — 416 с.;
- Практикум з української мови: Модульний курс / С. В. Шевчук, Т. М. Лобода. — К. : Алерта, 2009. — 304 с.;
- Усне і писемне ділове спілкування (для державних службовців). — К. : Алерта, 2014, 2017. — 448 с.;
- Українське професійне мовлення: робочий зошит: навч. посіб. для студ. вищ. навч. закладів. — К. : Алерта, 2020. — 96 с.

## Наукові дослідження
- Шевчук С. В. Критерії якості та загальні вимоги до педагогічних програмних засобів. Актуальні проблеми теорії соціальних комунікацій: мат-ли науково-звітної конференції викладачів кафедри журналістики Інституту української філології та літературної творчості ім. А. Малишка НПУ ім. М. П. Драгоманова: збірник наукових доповідей. Інститут української філології НПУ ім. М. П. Драгоманова. Випуск III. К.: Ореол-сервіс 2013, С. 18–21;
- Шевчук С. В. Національно-культурна ідентичність у глобалізованому світі (The National and Cultural Identity in the Globalized World). Наукові записки Національного університету «Острозька академія». Серія: «Культурологія». Острог: Вид-во Національного університету «Острозька академія». 2017. Вип. 18. С. 58–60;
- Шевчук С. В. Назви місяців у російській та українській мовах. Культура слова. 2016. Вип. 16. С. 32-40;
- Шевчук С. В. Використання технологій дистанційного навчання для активізації пізнавальної діяльності студентів. Новітні комп'ютерні технології: мат-ли IX Міжнародної науково-технічної конференції (Київ — Севастополь, 13–16 вересня 2011 р.). К.: Мінрегіон України. 2011, С. 182—183;
- Шевчук С. В. Мовленнєві стандарти «мови ворожнечі». Українська мова вчора, сьогодні, завтра в Україні і світі: мат-ли Всеукраїнської науково-практичної конференції / відп. ред. С. В. Шевчук, відп. за вип. Ю. Б. Виноградова, С. В. Глущик. К.: Вид-во НПУ ім. М. П. Драгоманова, 2021. 176 с., С. 164—169;
- Шевчук С. В. Національна система мовної освіти: навчально-виховні та науково-методичні засади. Українська мова вчора, сьогодні, завтра в Україні і світі: мат-ли Всеукраїнської н ауково-практичної конференції. К.: Вид-во НПУ ім. М. П. Драгоманова. 2021. С. 122—128;
- Шевчук С. В. Рідна мова — єдине джерело вияву особистості. Українська мова вчора, сьогодні, завтра в Україні і світі: мат-ли Всеукраїнської науково-практичної конференції / відп. ред. С. В. Шевчук, відп. за вип. Ю. Б. Виноградова, С. В. Глущик. К.: Вид-во НПУ ім. М. П. Драгоманова, 2019. 171 с., С. 159—161;
- Шевчук С. В. Українська мова і здоров'я української нації. Українська мова вчора, сьогодні, завтра в Україні і світі. Матеріали Всеукраїнської науково-практичної конференції / Відп. ред. С. В. Шевчук, відп. за випуск С. В. Глущик, О. В. Дияк. К.: Вид-во НПУ ім. М. П. Драгоманова, 2019. 126 с., С. 115—118;
- Шевчук С. В. Національно-мовні пріоритети міжнародного ринку наукової термінології. К.: CESESP. 2017;
- Шевчук С. В. Сучасний стан дослідження мови українських замовлянь. Науковий часопис НПУ ім. М. П. Драгоманова. Серія 8: Філологічні науки (мовознавство і літературознавство). 2017. Вип. 9, С. 138—143;
- Шевчук С. В. Національна синтаксична самобутність української наукової мови. Науковий часопис НПУ ім. М. П. Драгоманова. Серія 8: Філологічні науки (мовознавство і літературознавство). 2017. Вип. 7. С. 142—146;
- Шевчук С. В. Мова — то серце народу: гине мова — гине народ. Науковий часопис НПУ ім. М. П. Драгоманова. Серія 8: Філологічні науки (мовознавство і літературознавство). 2014. Вип. 6. С. 221—226;
- Шевчук С. В. Моделі активних дієприкметників в сучасній українській літературній мові. Науковий часопис НПУ імені М. П. Драгоманова. Серія 8: Філологічні науки (мовознавство і літературознавство). 2013. Вип. 5. С. 188—193;
- Шевчук С. В. Педагогічні основи дистанційного навчання у вищій школі. Theory and methods of e-learning. 2011. Т. 2. С. 381—386;
- Шевчук С. В. Концептуальні засади фаховомовної підготовки студентів вищих навчальних закладів. Наукові праці Кам'янець-Подільського національного університету імені Івана Огієнка. Філологічні науки. 2009. Вип. 20. С. 729—731.
- Шевчук С.В. Українська мова за професійним спрямуванням: підручник. — К. : Алерта, 2023.